# Філатов Леонід Іванович
Леонід Іванович Філатов (рос. Леонид Иванович Филатов; нар. 1 квітня 1931) — радянський футболіст, універсал.

## Життєпис
Розпочинав грати 1952 року в дублі «Шахтаря» (Сталіно). Кар'єру провів у командах класу «Б» «Металург» (Дніпропетровськ) (1953-1954), СКВО (Київ) (1955-1957) та «Авангард» (Кривий Ріг) (1959-1961).
Півфіналіст Кубку СРСР 1954 року.